# 中嶋大希
中嶋 大希（なかじま だいき、1996年3月25日 - ）は、ジャパンラグビーリーグワンコベルコ神戸スティーラーズに所属するラグビー選手。

## プロフィール
- 埼玉県出身。
- ポジションはスクラムハーフ(SH)[1]。
- 身長 175 cm、体重 65 kg
- リーグ戦ベストフィフティーンに選ばれたことがある[2]。
- オールスターゲームのリーグ戦選抜に選ばれたことがある[3]。
- 日本代表キャップは4。（2022年7月現在）。
- U20日本代表に選ばれたことがある[4]。

## 略歴
2014年、深谷高校卒業後、流通経済大学に入る。なお深谷高校時代、主将を務め、高校日本代表に選ばれたことがある。　
2016年5月21日に行われた2016年アジアラグビーチャンピオンシップ第3戦韓国戦で途中出場で日本代表初キャップを獲得した。
2017年、流通経済大学ラグビー部の副将に就任した。
2018年、流通経済大学卒業後、NECグリーンロケッツ（現・NECグリーンロケッツ東葛）に加入。同年9月1日に行われたジャパンラグビートップリーグ第1節の豊田自動織機シャトルズ戦にて先発出場で公式戦初出場を果たす。
2020年、NECグリーンロケッツの主将に就任。
2021年、再結成されたサンウルブズのメンバーに選ばれた。同年9月、コベルコ神戸スティーラーズに加入。